# Synnomos
Synnomos là một chi bướm đêm thuộc họ Geometridae.